# Fator reumatoide

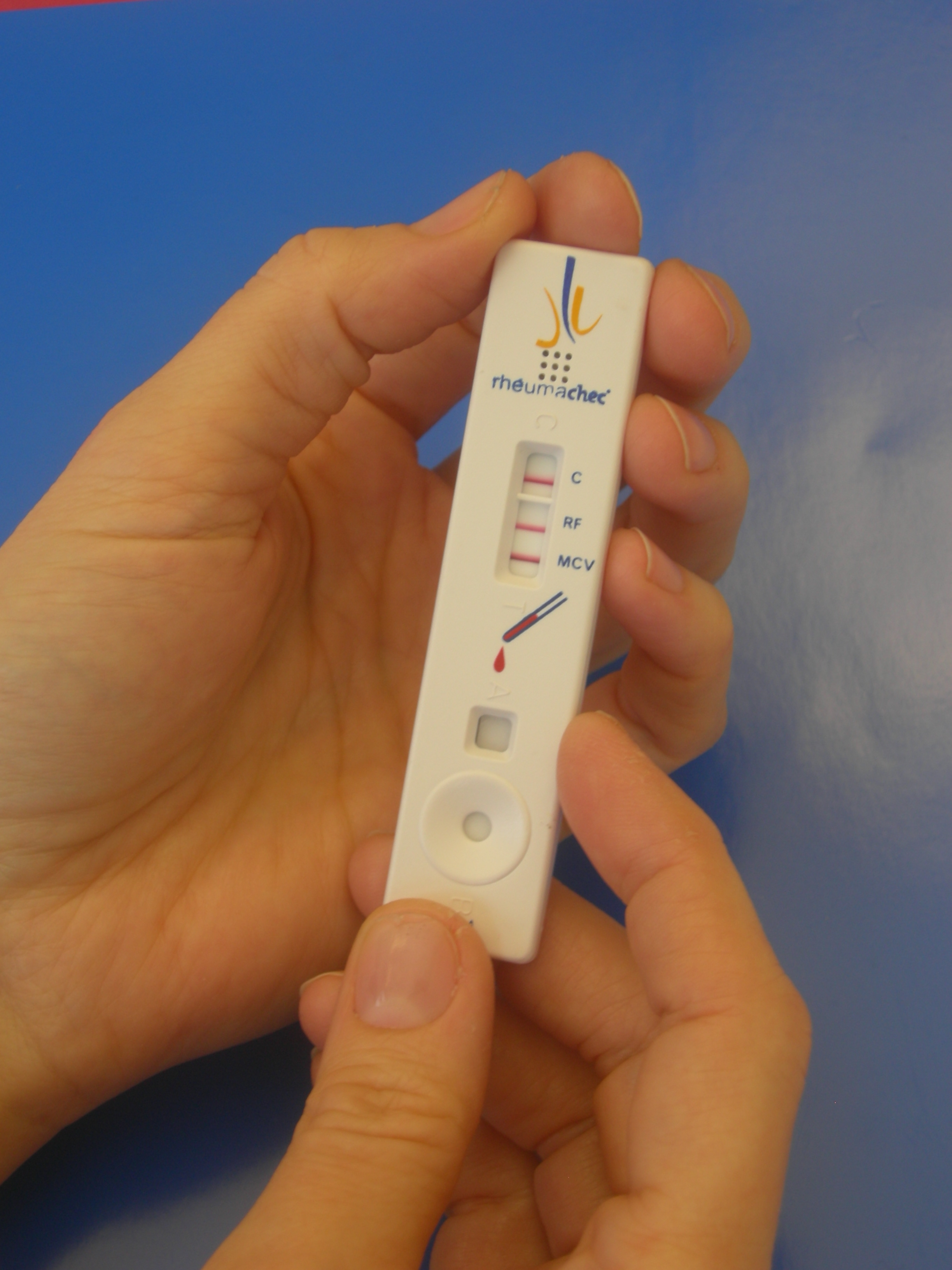
Teste rápido e fácil de usar (POCT) para diagnosticar artrite reumatóide: detecção combinada de fator reumatóide e Anti-MCV.

Fator reumatóide (FR) é um anticorpo contra a porção Fc da IgG, que por sua vez é um anticorpo. O fator reumatóide e a IgG se unem para formar complexos imunes que contribuem para causar doenças reumatológicas.
O fator reumatóide pode ser medido através de exame de sangue em pacientes com suspeita de artrite reumatóide.

## Interpretação
Altos níveis de fator reumatóide são indicativos de artrite reumatóide (presente em 80%) e síndrome de Sjögren (presente em quase 100%). Quanto maiores forem os níveis de FR, maiores serão as possibilidades de uma doença articular mais destrutiva.
O teste de fator reumatóide (FR) é o mais útil dos testes imunológicos para confirmação de artrite reumatóide. Nessa doença, os anticorpos IgG produzidos pelos linfócitos nas articulaçãos sinoviais reagem com outros anticorpos IgG ou IgM, produzindo complexos imunes, ativação do complemento e destruição tecidual. Ainda não se sabe como as moléculas de IgG tornam-se antigênicas, porém elas podem ser alteradas pela agregação com vírus ou outros antígenos. As técnicas para detecção de FR incluem o teste de aglutinação de célula de ovelha (Waaler-Rose), o teste de fixação de látex e a nefelometria.

### Objetivo
Confirmar artrite reumatóide, especialmente quando o diagnóstico clínico é duvidoso.

### Preparação do paciente
Jejum de 4 horas.

### Valores de referência
- Método: Prova do látex.
  - Título até 1/20.
- Método: Reação de Waaler-Rose.
  - Título até 1/16.
- Método: Nefelometria.
  - 0 a 29 Ul/ml: não reagente.
  - 30 a 79 Ul/ml: fracamente reagente.
  - Maior ou igual a 80 Ul/ml: reagente.

### Achados anormais
Titulações FR positivas são encontradas em 80% dos pacientes com artrite reumatóide. As titulações acima de 1:80 são usualmente consideradas diagnósticas para artrite reumatóide; as titulações entre 1:20 e 1:80 são difíceis de interpretar pois ocorrem em muitas outras doenças como, por exemplo, lúpus eritematoso sistêmico, esclerodermia, polimiosite, tuberculose, mononucleose infecciosa, lepra, sífilis, sarcoidose, doença hepática crônica, endocardite bacteriana e fibrose intersticial pulmonar crônica. Adicionalmente, 5% da população em geral, incluindo até 25% da população mais idosa, apresentam titulações de FR positivas.
De maneira inversa, uma titulação FR negativa não descarta artrite reumatóide; 20 a 25% dos pacientes com artrite reumatóide não apresentam titulações FR reativas, e o FR propriamente dito não é reativo até os 6 meses após a instalação da doença ativa. A repetição do teste às vezes é útil. Todavia, a correlação entre FR e artrite reumatóide é inconclusiva, e um diagnóstico positivo sempre necessita de correlação com o estado clínico.

### Exames correlacionados
Fator antinúcleo (FAN), proteína C reativa (PCR), velocidade de hemossedimentação (VHS), antiestreptolisina O (ASLO).
Existe uma alta taxa de resultados falso positivos devido a outras causas. Elas são:
- Hepatite crônica
- Qualquer infecção viral crônica
- Leucemia
- Dermatomiosite
- Mononucleose infecciosa
- Escleroderma
- Lupus eritematoso sistêmico